# Štefan Zsarnay
Štefan Zsarnay [štěfan žarnaj] (25. prosince 1940 Prešov – 7. března 2016 tamtéž), uváděný také jako Štefan Žarnay, byl slovenský fotbalový obránce. Je pohřben v Prešově.

## Hráčská kariéra
V československé lize hrál za Tatran Prešov, aniž by skóroval. S Tatranem obsadil v první lize třetí (1963/64) a druhou příčku (1964/65), zažil s ním však i nečekaný sestup do II. ligy v ročníku 1965/66.

### Prvoligová bilance
| Ročník          | Zápasy | Góly | Minuty | Klub             |
| --------------- | ------ | ---- | ------ | ---------------- |
| I. liga 1962/63 | 17     | 0    | 1 506  | TJ Tatran Prešov |
| I. liga 1963/64 | 26     | 0    | 2 340  | TJ Tatran Prešov |
| I. liga 1964/65 | 20     | 0    | 1 800  | TJ Tatran Prešov |
| I. liga 1965/66 | 10     | 0    | 900    | TJ Tatran Prešov |
| CELKEM I. LIGA  | 73     | 0    | 6 546  |                  |